# Rue Carducci
La rue Carducci est une voie du 19e arrondissement de Paris, en France.

## Situation et accès
La rue Carducci est une voie publique située dans le 19e arrondissement de Paris. Elle débute au 45, rue de la Villette et se termine place Hannah-Arendt.

## Origine du nom

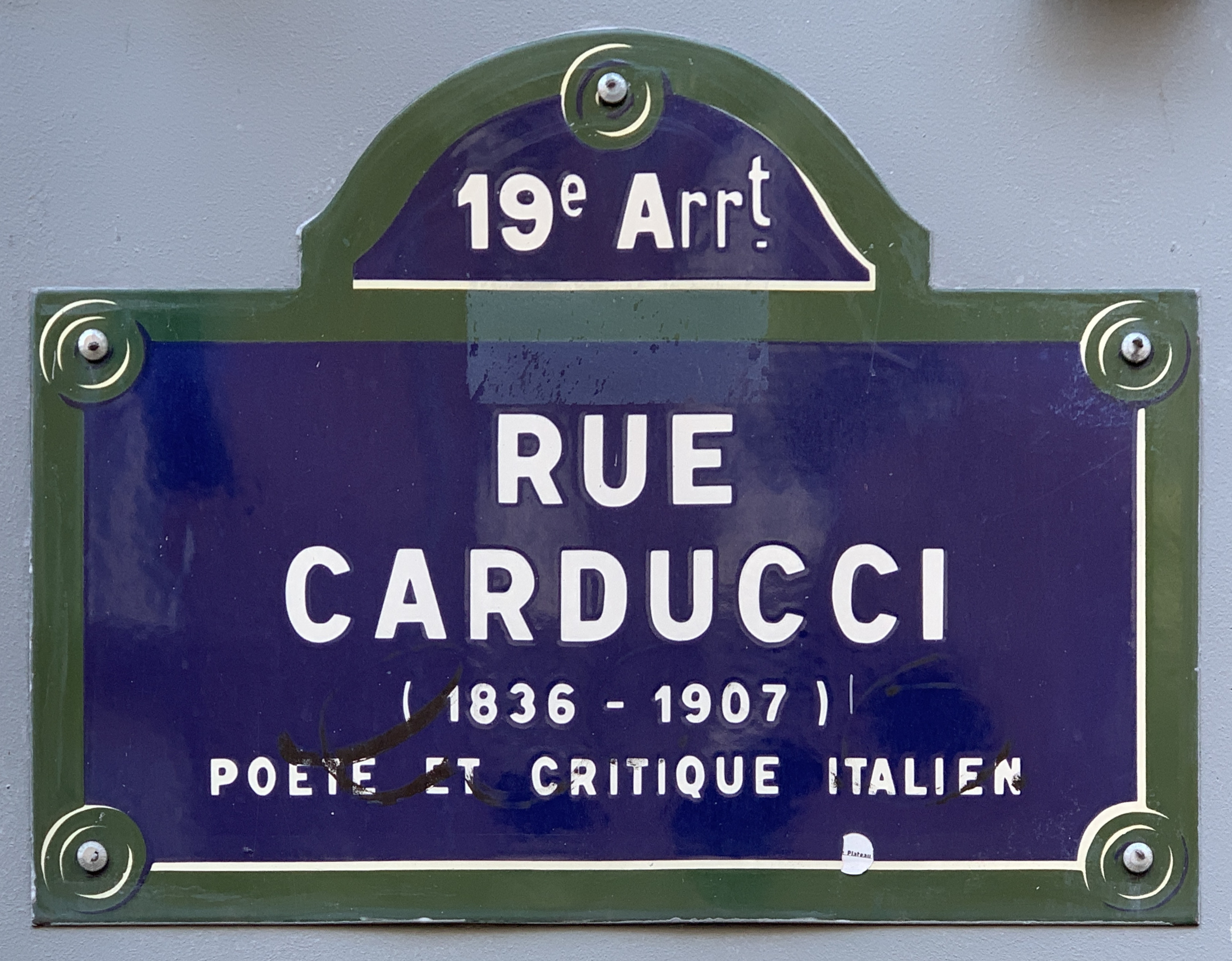
Plaque de la rue.

Elle porte le nom du poète et critique italien Josué Carducci (1835-1907).

## Historique
Cette voie, située sur le territoire de l'ancienne commune de Belleville, est nommée « chemin des Alouettes » en 1734.
Elle est tracée sur le plan cadastral de 1812 comme partie de la « rue des Alouettes ». 
Classée dans la voirie parisienne par un décret du 23 mai 1863, elle prend sa dénomination actuelle par un arrêté du 24 février 1912 et un décret du 29 avril 1912, à la suite de l'action d'un comité formé au décès du poète (dont faisaient partie MM. Jean Richepin, Maurice Barrès, Paul Deschanel, Abel Hermant, Alfred Capus, Gabriel Hanotaux et Mme Daniel-Lesueur).[réf. nécessaire]
Au no 21 se trouve le lycée technologique privé Jules-Richard.

## Galerie

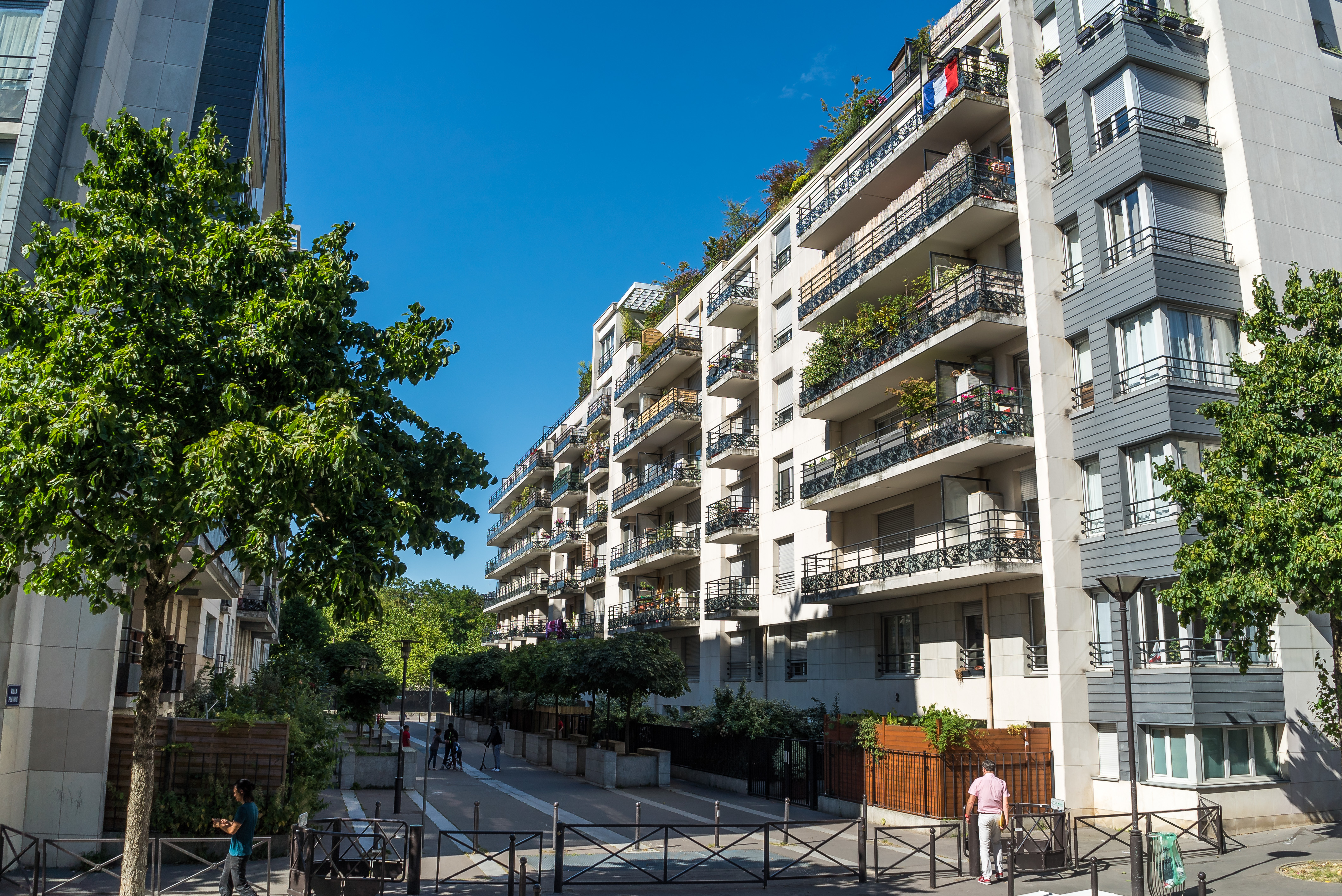
Vue sur la Villa fleurie.
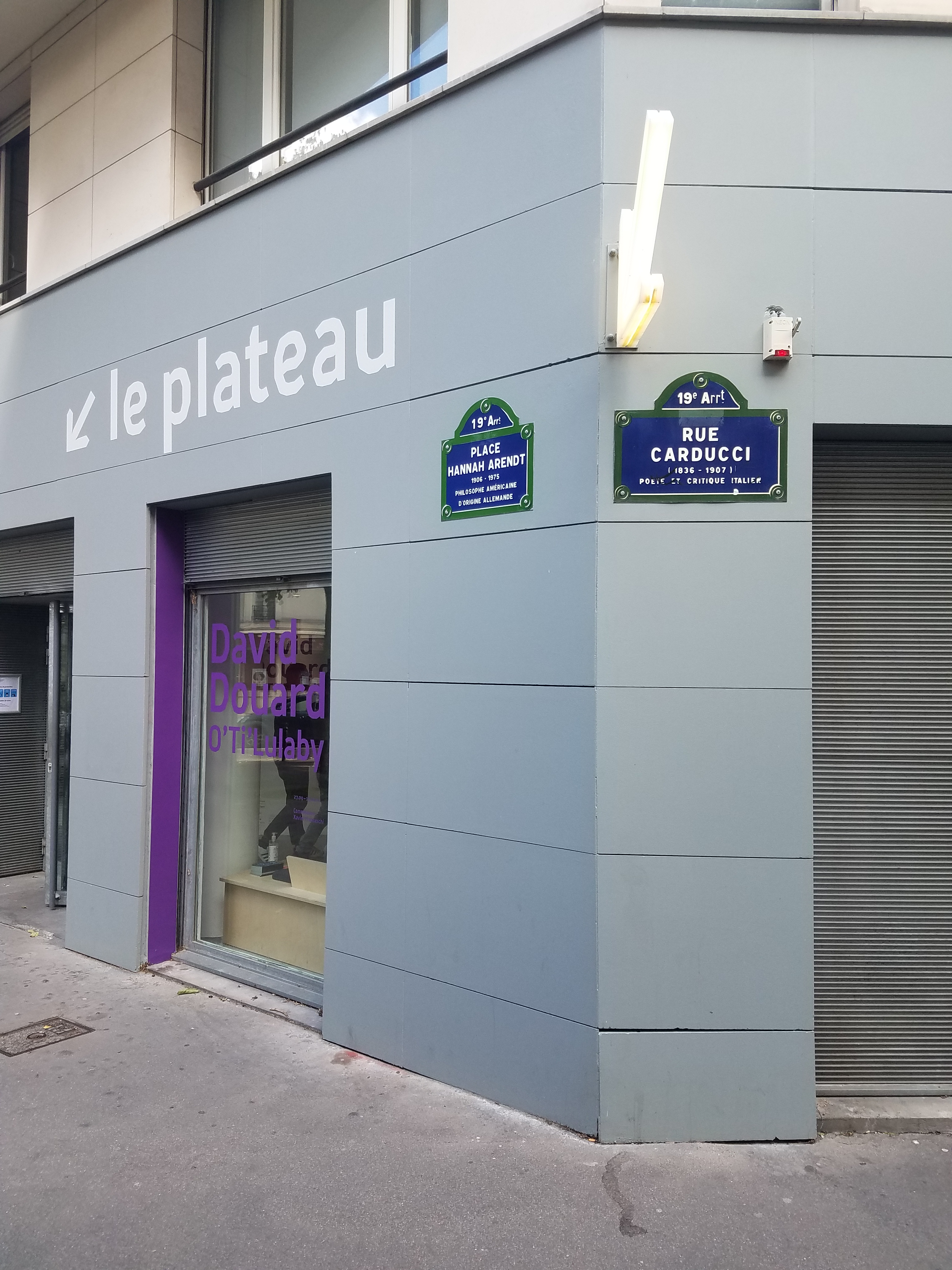
Exposition d'art contemporain "le plateau" situé à l'extrémité de la rue.
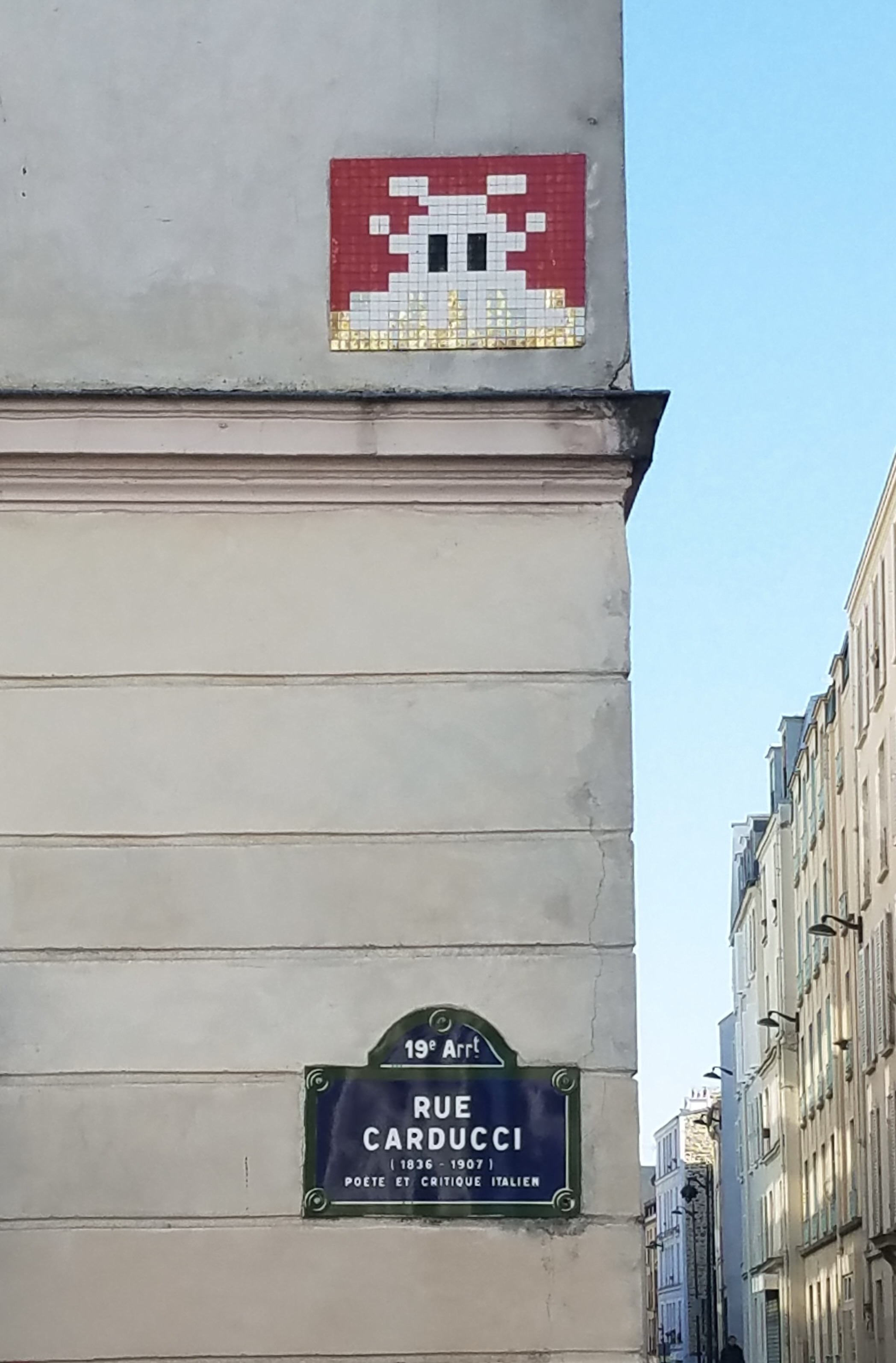
Angle rue Carducci, rue de la Villette.